# Atlantic Hockey
Pour les articles homonymes, voir AHA.
L'Atlantic Hockey Association (AHA) est un groupement de dix universités gérant les compétitions de hockey sur glace masculin dans le nord-est des États-Unis. Cette conférence porta le nom de Metro Atlantic Athletic Conference (MAAC) de 1997 à 2003. Fondée en 1997, les activités sportives de cette conférence débutent en 1998-1999.
Cette conférence de hockey est exclusivement masculine.

## Membres actuels

Localisation globale des équipes

Localisation précise des équipes

| - Yellow Jackets de l'AIC - Falcons de l'Air Force - Black Knights de l'Army - Falcons de Bentley - Golden Griffins de Canisius |  | - Crusaders de Holy Cross - Lakers de Mercyhurst - Purple Eagles de Niagara - Tigers de RIT - Colonials de Robert Morris - Pioneers de Sacred Heart |

## Palmarès
| - 1999 : Holy Cross 4-3 Canisius - 2000 : Connecticut 6-1 Iona - 2001 : Mercyhurst 6-5 Quinnipiac - 2002 : Quinnipiac 6-4 Mercyhurst - 2003 : Mercyhurst 4-3 Quinnipiac - 2004 : Holy Cross 4-0 Sacred Heart - 2005 : Mercyhurst 3-2 Quinnipiac - 2006 : Holy Cross 5-2 Bentley |  | - 2007 : Air Force 6-1 Army - 2008 : Air Force 5-4 (2P) Mercyhurst - 2009 : Air Force 2-0 Mercyhurst - 2010 : RIT Tigers 6-1 Sacred Heart - 2011 : Air Force 1-0 RIT - 2012 : Air Force 4-0 RIT - 2013 : Canisius 7-2 Mercyhurst - 2014 : URM 7-4 Canisius |

## Patinoires
| Université             | Patinoire                       | Capacité |
| ---------------------- | ------------------------------- | -------- |
| Air Force              | Cadet Field House Ice Arena     | 2 635    |
| American International | Olympia Ice Center              | 1 200    |
| Army                   | Tate Rink                       | 2 648    |
| Bentley                | John A. Ryan Arena              | 1 200    |
| Canisius               | Buffalo State Sports Arena      | 1 800    |
| Holy Cross             | Hart Center                     | 1 400    |
| Mercyhurst             | Mercyhurst Ice Center           | 1 500    |
| Niagara                | Dwyer Arena                     | 1 400    |
| RIT                    | Frank Ritter Memorial Ice Arena | 2 100    |
| Sacred Heart           | Milford Ice Pavilion            | 1 000    |
| URM                    | 84 Lumber Arena                 | 1 200    |